# Oscar Bluemner

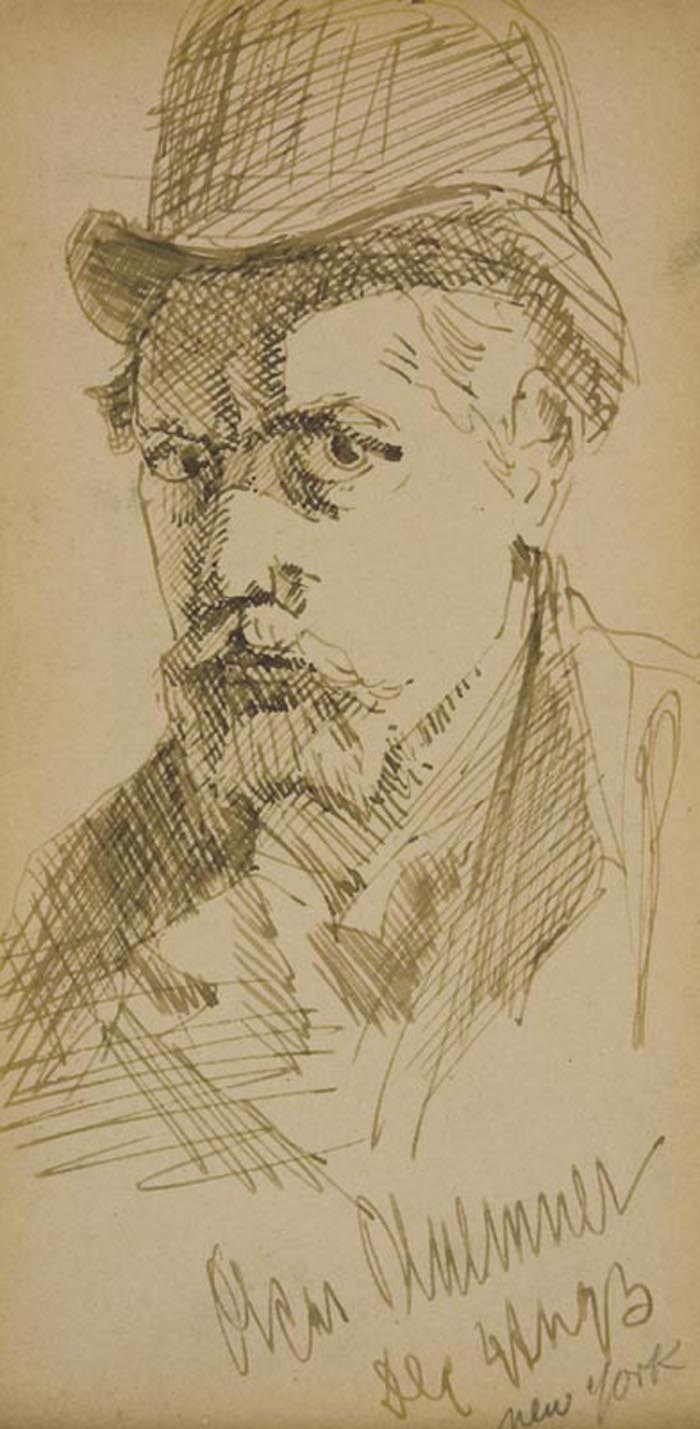
Oscar Bluemner, Selbstporträt, 1903

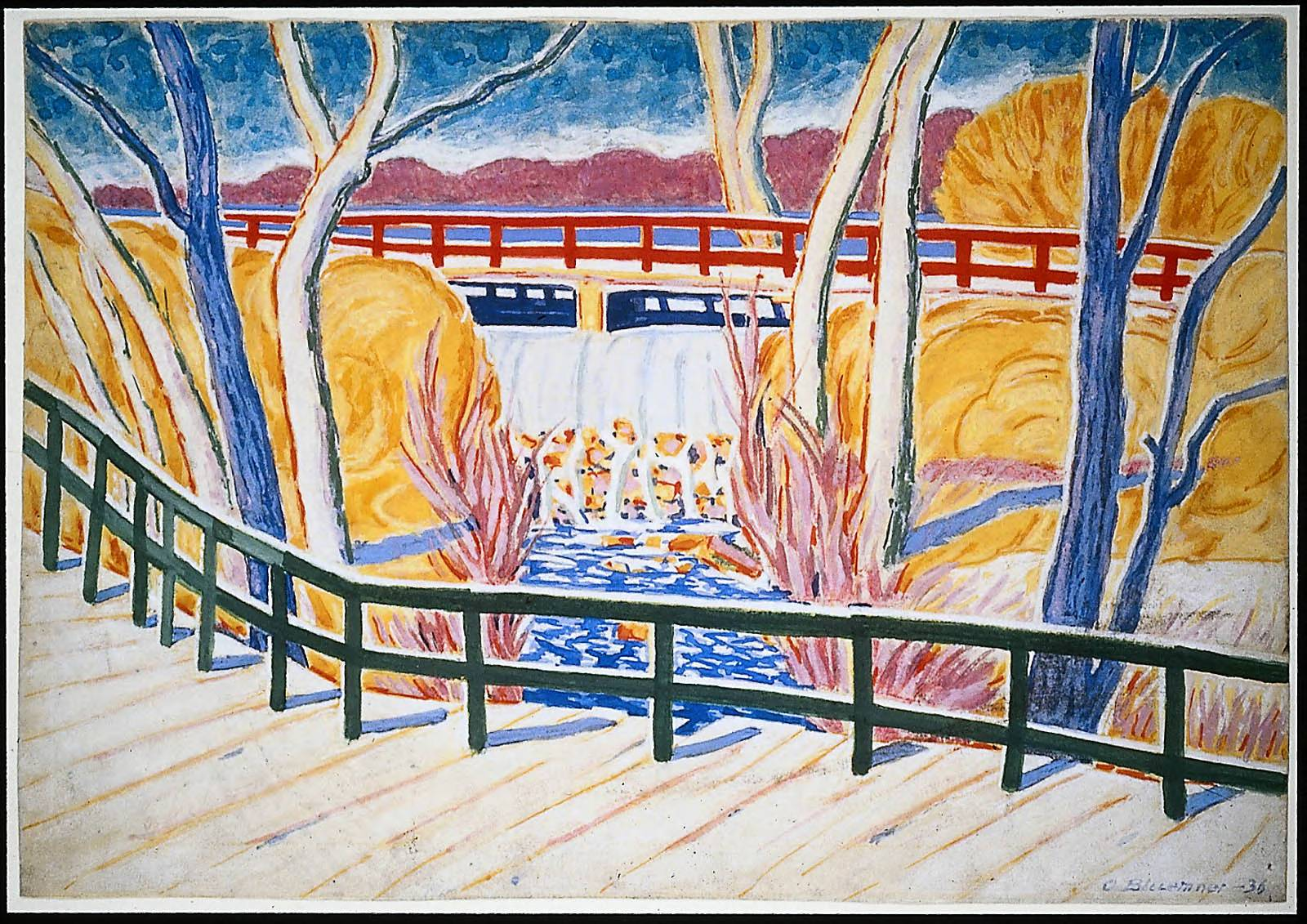
Van Cortlandt Park, 1936

Oscar Florianus Bluemner, eigentlich Oscar Franz Julius Blümner, (* 21. Juni 1867 in Prenzlau; † 12. Januar 1938 in South Braintree, Massachusetts) war ein deutsch-amerikanischer Maler der Moderne.

## Leben
Bluemner besuchte das Gymnasium in Hildesheim, dann in Krefeld, bevor er zu Ostern 1886 das Abitur am Gymnasium in Elberfeld ablegte, um Bauwesen zu studieren. Tatsächlich erhielt er
1892 seine erste Auszeichnung für ein Architektur-Gemälde, im selben Jahr wanderte er nach New York City aus. Er erhielt dort eine Anstellung in einem Architekturbüro und bereits sieben Jahre später die US-Staatsbürgerschaft. 1910 machte er Bekanntschaft mit Alfred Stieglitz, einem Fotograf sowie Kenner und Kunsthändler der amerikanischen Moderne.
1912 kehrte er im Zuge einer Reise nach Europa zurück. Seine Reisestationen waren Paris, Italien, Frankfurt am Main, Amsterdam sowie London. Zudem hatte er eine Ausstellung in der Galerie Gurlitt in Berlin. Ein Jahr später nahm er an der Armory Show in New York teil, einer sowohl für die europäische als auch die amerikanische Moderne bedeutenden Ausstellung. 1915 folgte eine Ausstellung in Stieglitz’ Galerie 291 in New York. Ein Jahr später war er ebenfalls in New York Teilnehmer an The Forum Exhibition of Modern American Painters, einer Gruppenausstellung der Anderson Gallery.
Bluemner zog es 1916 von New York nach New Jersey. Viele Motive aus New Jersey finden sich später in seinen Werken wieder. Von 1917 bis 1923 schlug er mit dem Studium von asiatischer Kunst und Design eine neue Richtung ein, zudem entwickelt er Farbtheorien.
Es folgten vermehrt Ausstellungen: Zuerst 1924 in J. B. Neumann’s New Art Circle in New York und 1926 in Aline Meyer Liebman’s Art Room im Handiwork Center. Anschließend zog er nach South Braintree in Massachusetts.
Für Ausstellungen kam Bluemner jedoch immer wieder nach New York zurück. Von 1928/29 stellte er in Stieglitz’ Intimate Gallery und in der Whitney Studio Gallery aus. 1932 folgte eine Teilnahme an der ersten Biennale im Whitney in New York. Zwischenzeitlich entwickelte er 1930 das „Kasein-Firnis-Medium“.
Zwischen 1935 und 1937 stellte er mehrfach aus, auch außerhalb von New York. Er war beteiligt in der Marie Harriman Gallery in New York, der Arts Club Gallery in Chicago, der Phillips Collection in Washington, D.C., ein zweites Mal im Whitney Museum of American Art und im Worcester Art Museum in Massachusetts.
1936/37 musste er auf Grund einer Krankheit und starker Verschlechterung seiner Sehkraft das Malen einstellen; am 12. Januar 1938 beging er Suizid.

## Schaffen
Oscar Bluemner ist ein Vertreter der Moderne, zahlreiche seiner Werke zeigen abstrahierte Gebäude oder Landschaften, wobei besonders die intensive Farbgebung auffällig ist. Seine Bilder könnte man beinahe als Vorläufer der Pop-Art bezeichnen. Dieser Malstil war zu jener Zeit in den USA sehr ungewöhnlich, so dass er meistens belächelt wurde und ihm zu Lebzeiten kein Erfolg beschieden war. Mittlerweile erzielen seine Werke bei Auktionen aber beachtliche Preise.
Bis zum 12. Februar 2006 widmete ihm das New Yorker Whitney Museum eine Ausstellung.